# Bradley Beaulieu
Pour les articles homonymes, voir Beaulieu.
 (février 2021).
Si vous disposez d'ouvrages ou d'articles de référence ou si vous connaissez des sites web de qualité traitant du thème abordé ici, merci de compléter l'article en donnant les références utiles à sa vérifiabilité et en les liant à la section « Notes et références ».
Œuvres principales
- Série The Lays of Anuskaya
- Série Sharakhaï

Bradley P. Beaulieu, né le 13 septembre 1968 à Kenosha dans le Wisconsin, est un auteur américain de fantasy et de science-fiction.

## Biographie
Bradley P. Beaulieu est né le 13 septembre 1968 Kenosha dans le Wisconsin où il a passé presque toute sa vie (il a passé cinq ans en Californie).
Il a commencé à écrire à l'université, mais a fini par laisser la vie se mettre entre lui et sa passion. C'est en 2000 qu'il décide de se consacrer au métier d'écrivain. 
Ses romans sont publiés dans plus de douze pays et dans au moins six langues.
Il anime des conférences sur le métier d'écrivain et aide de jeunes auteurs à créer leur propre univers. 

## Œuvres

### SérieThe Lays of Anuskaya
1. (en) The Winds of Khalakovo, 2011
2. (en) The Straits of Galahesh, 2012
3. (en) The Flames of Shadam Khoreh, 2013

Nouvelles
- (en) Prima: A Dark Tale from the Lays of Anuskaya, 2014
- (en) To the Towers of Tulandan, 2015

### SérieSharakhaï
0,5  (en) Of Sand and Malice Made, 2016
1. Les Douze Rois de Sharakhaï, Bragelonne, 2016 ((en) Twelve Kings in Sharakhai, 2015), trad. Olivier Debernard, 576 p.  (ISBN 979-10-281-0079-7)
2. Le Sang sur le sable, Bragelonne, 2017 ((en) With Blood Upon the Sand, 2017), trad. Olivier Debernard, 696 p.  (ISBN 979-10-281-0394-1)
3. Le Voile de lances, Bragelonne, 2018 ((en) A Veil of Spears, 2018), trad. Olivier Debernard, 600 p.  (ISBN 979-10-281-0902-8)
4. Sous les branches d'adicharas, Bragelonne, 2021 ((en) Beneath the Twisted Trees, 2019), trad. Olivier Debernard, 624 p.  (ISBN 979-10-281-1467-1)
5. La Porte vers l'au-delà, Bragelonne, 2023 ((en) When Jackals Storm the Walls, 2020), trad. Olivier Debernard, 576 p.  (ISBN 979-10-281-1677-4)
6. Le Désert déchiré, Bragelonne, 2024 ((en) A Desert Torn Asunder, 2021), trad. Olivier Debernard, 504 p.  (ISBN 979-10-281-2033-7)

Nouvelles
- (en) Brightwine in the Garden of Tsitsian Village, 2016Réédition sous le titre In the Village Where Brightwine Flows, 2017
- (en) The Tattered Prince and the Demon Veiled, 2017
- (en) The Doors at Dusk and Dawn, 2017
- (en) A Wasteland of My God’s Own Making, 2018
- (en) The Flight of the Whispher King, 2020

### SérieThe Book of the Holt
1. (en) The Dragons of Deepwood Fen, 2023

### Recueils de nouvelles
- (en) Lest Our Passage Be Forgotten & Other Stories, 2013
- (en) In the Stars I'll Find You & Other Tales of Futures Fantastic, 2016

### Romans indépendants
- (en) Strata, 2011Écrit avec Stephen Gaskell.
- (en) The Burning Light, 2016Écrit avec Rob Ziegler.